# The Black Eyed Peas
The Black Eyed Peas er en amerikansk hiphop/R&B-gruppe bestående af will.i.am, apl.de.ap, og Taboo og senere sangeren Fergie.
Gruppen udgav sit første album i 1998, Behind The Front, der ikke blev den store succes kommercielt. Det internationale gennembrud kom i 2003 med albummet Elephunk og nummeret "Where Is The Love?", som blev indspillet sammen med Justin Timberlake. Efterfølgende fik albummet flere hit-singler, bl.a. "Shut Up" og "Let's Get It Started". Albummet var det første, hvor Fergie (Stacy Ferguson) medvirkede.
I 2005 var gruppen tilbage med albummet Monkey Business, og nu var det Fergie, der var i centrum. Dette album blev også et stort hit og solgte over 8 millioner eksemplarer i hele verden og indeholdt hitsinglerne "Don't Phunk With My Heart", "My Humps" og "Pump It", der alle opnåede #1 på den danske hitliste.
Gruppen har ofte været på turné sammen med hiphopgruppen Flipsyde.[kilde mangler]
I 2010 satte gruppen verdensrekord, idet sangen "I Gotta Feeling" fra albummet The E.N.D. passerede 6 millioner lovlige downloads.
Under et interview med NRJ i juli 2012, hvor will.i.am talte om sit soloalbum, bekræftede han også at The Black Eyed Peas ville påbegynde indspilninger til deres syvende soloalbum i 2013.

## Diskografi

### Album
- Behind The Front (1998)
- Bridging The Gap (2000)
- Elephunk (2003)
- Monkey Business (2005)
- The E.N.D (The Energy Never Dies) (2009)
- The Beginning (2010)
- Masters of the Sun Vol. 1 (2018)

### Singler
- 1998 "Joints & Jam"
- 1999 "Karma"
- 2000 "Weekends" (feat. Esthero)
- 2001 "Request + Line" (feat. Macy Gray)
- 2003 "Where Is the Love?"
- 2003 "Shut Up"
- 2004 "Hey Mama"
- 2004 "Let's Get It Started"
- 2005 "Don't Phunk with My Heart"
- 2005 "Don't Lie"
- 2005 "My Humps"
- 2006 "Pump It"
- 2009 "Boom Boom Pow"
- 2009 "I Gotta Feeling"
- 2009 "Meet Me Halfway"
- 2009 "Imma Be"
- 2010 "Rock That Body"
- 2010 "Missing You"
- 2010 "The Time (Dirty Bit)"
- 2011 "Just Can't Get Enough"
- 2011 "Don't Stop the Party"